# Styx svartgräsfjäril
Styx svartgräsfjäril, Erebia styx, är en mörkbrun fjäril som förekommer på mellan 1000 och 2000 meters höjd i Alperna.

## Utseende
Honan är ljusare än hanen men i övrigt är de lika. Vingspannet är mellan 45 och 50 millimeter. Vingarnas ovansida är mörkt brun med mörkt orangeröda band tvärs över vingarna vid ytterkanten. I bandet på framvingen finns två små ögonfläckar som sitter tätt ihop. De är svarta med vit mittpunkt. I bandet på bakvingen finns tre eller fyra ögonfläckar som sitter mer utspridda. Framvingens undersida är dovt orangeröd med breda bruna vingkanter. Här finns två sammanbundna ögonfläckar som på ovansidan. Bakvingens undersida är spräcklig i olika bruna och grå nyanser och har ögonfläckar placerade som på ovansidan men mindre i storlek.
Larven är ljust beigebrun och blir upp till 25 millimeter lång.

## Levnadssätt
Denna fjäril, liksom alla andra fjärilar, genomgår under sitt liv fyra olika stadier; ägg, larv, puppa och fullvuxen (imago). En sådan förvandling kallas för fullständig metamorfos.
Flygtiden, den period när fjärilen är fullvuxen, infaller i juli och augusti. Under flygtiden parar sig fjärilarna och honan lägger äggen. Ur ägget kläcks larven. Värdväxter, de växter larven lever på och äter av, är olika gräs. När larven har vuxit färdigt förpuppas den. Ur puppan kläcks den fullbildade fjärilen och en ny flygtid börjar.

## Habitat och utbredning
Fjärilens habitat, den miljö den lever i, är på bergssluttningar på 1000 till 2000 meter över havet. Dess utbredningsområde är i Alperna.